# Disko Line
Disko Line er et passager- og fragtrederi i Vestgrønland, grundlagt i 2004 som et lille fragtrederi. Rederiet har tolv skibe med plads til mellem 10 og 60 passagerer.  Det har kontrakt med den grønlandske regering om transport mellem byer og bygder ved Diskobugten, som ligger midt på den vestgrønlandske kyst, og Aasiaat i den sydlige del af bugten.  Desuden er der forbindelser til og fra Diskoøen og til Nuussuaq-halvøen.  I den isfrie tid fra forår til efterår, tilbydes der rundture.  Virksomheden har også forskellige turistmæssige tilbud i sit dækningsområde.  Disko Line driver den eneste færgeforbindelse, som forbinder Diskobugten med Uummannaq i Uummannaqfjorden.

## Ekstern henvisning
- Wikimedia Commons har flere filer relateret til Disko Line